# Erin Burnett
Erin Burnett, née le 2 juillet 1976 à Mardela Springs, est une journaliste économique et présentatrice de télévision américaine. Elle présente depuis 2015 l'émission d'information Erin Burnett OutFront sur CNN.

## Biographie
Erin Burnett est née le 2 juillet 1976 à Mardela Springs dans un milieu rural. Elle est diplômée d’un Bachelor en économie politique au Williams College à Williamstown (Massachusetts) en 1998. Après ses études, elle est embauchée comme analyste par la banque d’investissement Goldman Sachs, mais elle s’oriente rapidement vers le journalisme en contactant spontanément une présentatrice de CNN qu’elle admirait, Willow Bay. Cette dernière la recrute au sein de l’équipe de l’émission Moneyline. Après CNN et deux ans sur Bloomberg TV (2003-2005), elle travaille six ans sur la chaîne CNBC, coprésentant les émissions Squawk on the Street et Street Signs dont les résultats d’audience sont très satisfaisants. Elle apparaît également comme invitée sur d’autres plateaux comme Today sur NBC. En 2011, Erin Burnett quitte CNBC pour CNN où elle est chargée de présenter une émission à 19 heures intitulée Erin Burnett OutFront, afin de doper les audiences de la chaîne sur ce segment.
Parallèlement à son activité à la télévision, Erin Burnett réalise plusieurs documentaires d'économie dans divers pays ou régions du monde, comme l’Iran, la Chine, l’Inde, la Russie, l’Afrique…

## Vie privée
Erin Burnett est mariée depuis le 21 décembre 2012 avec David Rubulotta, directeur financier chez Citigroup. Le couple a trois enfants : Nyle Thomas (né le 29 novembre 2013), Colby Isabelle (née en juillet 2015) et Owen Thomas (né le 20 août 2018). 